# Balda-Werk

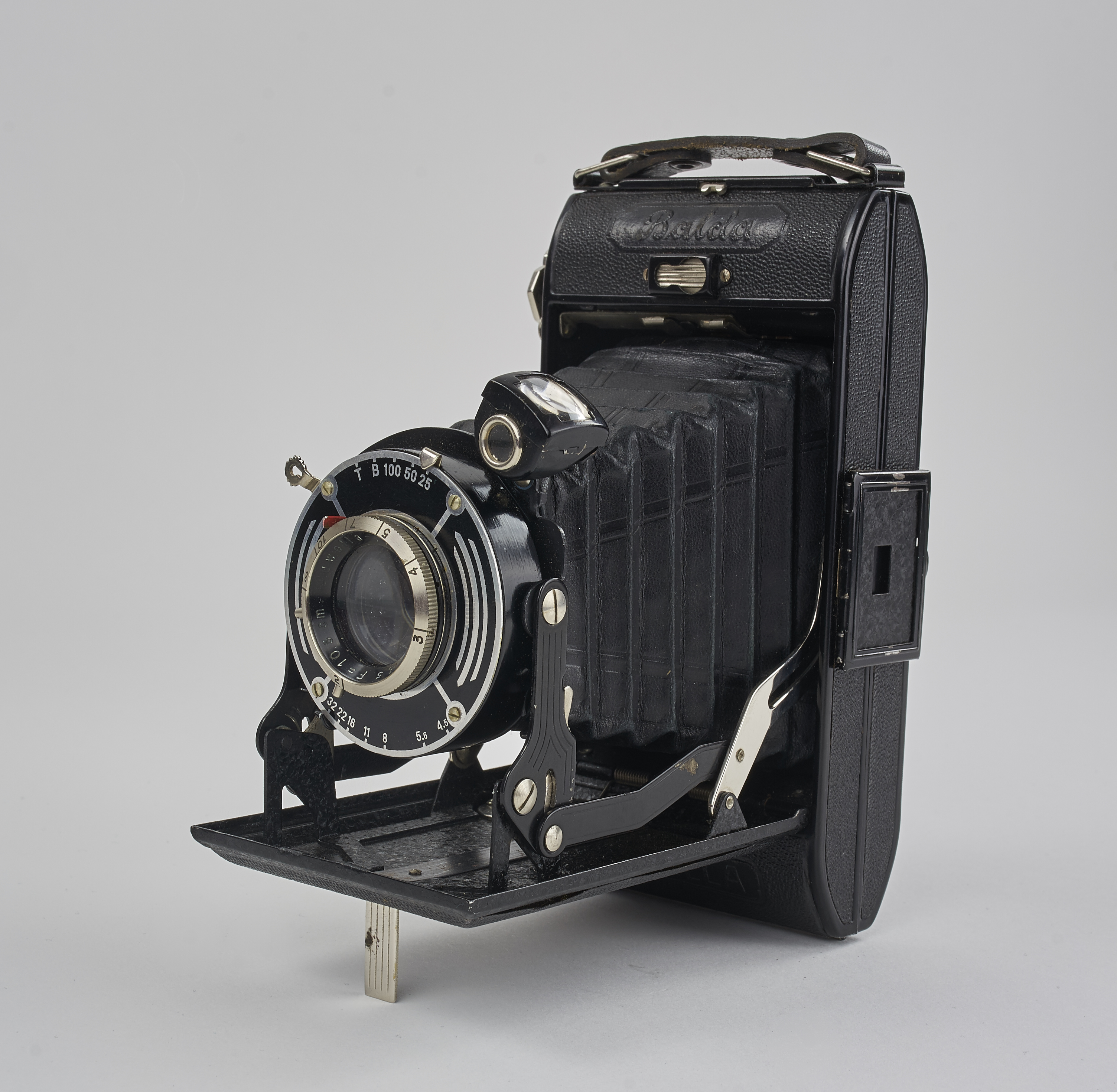
Die Balda Juwella, produziert von 1938/1939

Die Firma Balda war ein deutscher Kamerahersteller in Dresden (Sachsen) und ein Markenname von Fotoapparaten, die dort fabriziert wurden. Firmengründer Max Baldeweg verließ Dresden 1945 und siedelte sein Unternehmen in Bad Oeynhausen an, wo aus der Firma die heutige Balda AG hervorging.

## Geschichte
Firmengründer Max Baldeweg war gelernter Mechaniker und ging für seinen Beruf 1897 nach Dresden, wo er sich später seinen Meister erarbeitete. Da er sehr an fotografischem Zubehör interessiert war, eröffnete er am 20. November 1908 sein eigenes Unternehmen, welches ab 1. März 1909 zur „Fabrik photographischer Artikel Max Baldeweg“ firmierte.
Seine ersten Produkte waren Jalousie-Verschlüsse, Vignettierungsapparate und Filmpack-Kassetten. Sein „Triumph“-Jalousie-Verschluss wurde 1909 bei der Internationalen Photographischen Ausstellung mit einer Silbermedaille gewürdigt. Durch die nun wachsende Nachfrage war eine Betriebserweiterung des noch kleinen Unternehmens notwendig. Am 12. März 1912 eröffnete Baldeweg einen zweiten Betrieb mit der Firmierung „Fabrik photografischer Artikel Max Baldeweg“.
Ab 1913 wurde der Name „Balda“ als Warenzeichen angemeldet, was die Umfirmierung zu „Balda-Werk Max Baldeweg“ zur Folge hatte. Erst ab 1925 begann Max Baldeweg mit der serienmäßigen Kameraproduktion kleiner Amateurkameras. Damit erweiterte sich das Spektrum des Unternehmens von klassischen Zubehörartikeln zum Anbieter kompletter Kameras. Max Baldeweg stellte fest, dass man junge Leute mit einfachsten Kameras für die Fotografie begeistern konnte. Die Balda Boxkameras erfreuten sich speziell bei dieser Zielgruppe großer Beliebtheit.
1935 präsentierte das Unternehmen die Kleinbildkamera „Baldina“ und ein Jahr später die „Super-Baldina“. Ab 1940 musste das Balda-Werk die alltägliche Produktion unterbrechen und die Rüstungsproduktion starten, wobei sie hauptsächlich Höhenmesser und Variometer produzierten. Bei den nachfolgenden Bombenangriffen wurde das Werk durch Brandbomben beschädigt.
Ab Mai 1945 begann der Wiederaufbau mit der neuen Firmierung „Balda-Werk Max Baldeweg, Fabrik für photogr. Apparate, Kassetten und Bedarfsartikel“. Als Direktor wurde Willibald Lauterbach eingestellt. Max Baldeweg blieb Alleininhaber. Ab dem 8. Mai 1945 starteten sie mit der Fertigung von Esslöffel, Schöpfkellen oder Kinderspielzeug. Anschließend wurden die übriggebliebenen Maschinen wieder instand gesetzt. Wegen Anschuldigungen gegen Max Baldeweg und Willibald Lauterbach verließen beide den Betrieb und auch Dresden. Mit der Balda AG, die heute unter anderem Elektronikprodukte und Kunststoffsysteme für medizinische Geräte herstellt, ließen sie sich im ostwestfälischen Bad Oeynhausen nieder. Kurz darauf wurde der Dresdner Betrieb am 30. Juni 1946 enteignet. Es folgte eine Unterordnung zur neuen Industrieverwaltung 24 OPTIK in Niedersedlitz mit der Firmierung „Kamera-Werke Dresden, Betrieb der Industrieverwaltung 24 Optik“. Wegen Verwechslungen mit einem anderen Kamera-Werk kam es ab dem 1. Juli 1948 zur neuen Firmierung „MECHANIK Balda-Werk VEB Dresden“. Die neue Firmierung lässt sich auf die „Vereinigung volkseigener Betriebe MECHANIK der Photo- und Kinoindustrie“ zurückführen. Der Betrieb wurde der VVB OPTIK Jena zugeordnet und erhielt die neue Firmierung „OPTIK Belca-Werk VEB Dresden“. 1953 wurden alle Dresdner Kamerabetriebe dem Ministerium für Allgemeinen Maschinenbau Berlin untergeordnet.
1954 sorgte das Belca-Werk mit der Stereokamera „Belplasca“ für Furore und stieß dabei auch auf internationales Interesse. Ab dem 31. Dezember 1956 war der VEB Belca-Werk kein juristisch selbständiger Betrieb mehr. Er wurde dem VEB Kamera-Werke Niedersedlitz untergeordnet.

## Modelle
Das Unternehmen fertigte eine große Zahl an Amateurkameras der Marken
- Baldina
- Super Baldina
- Belplasca

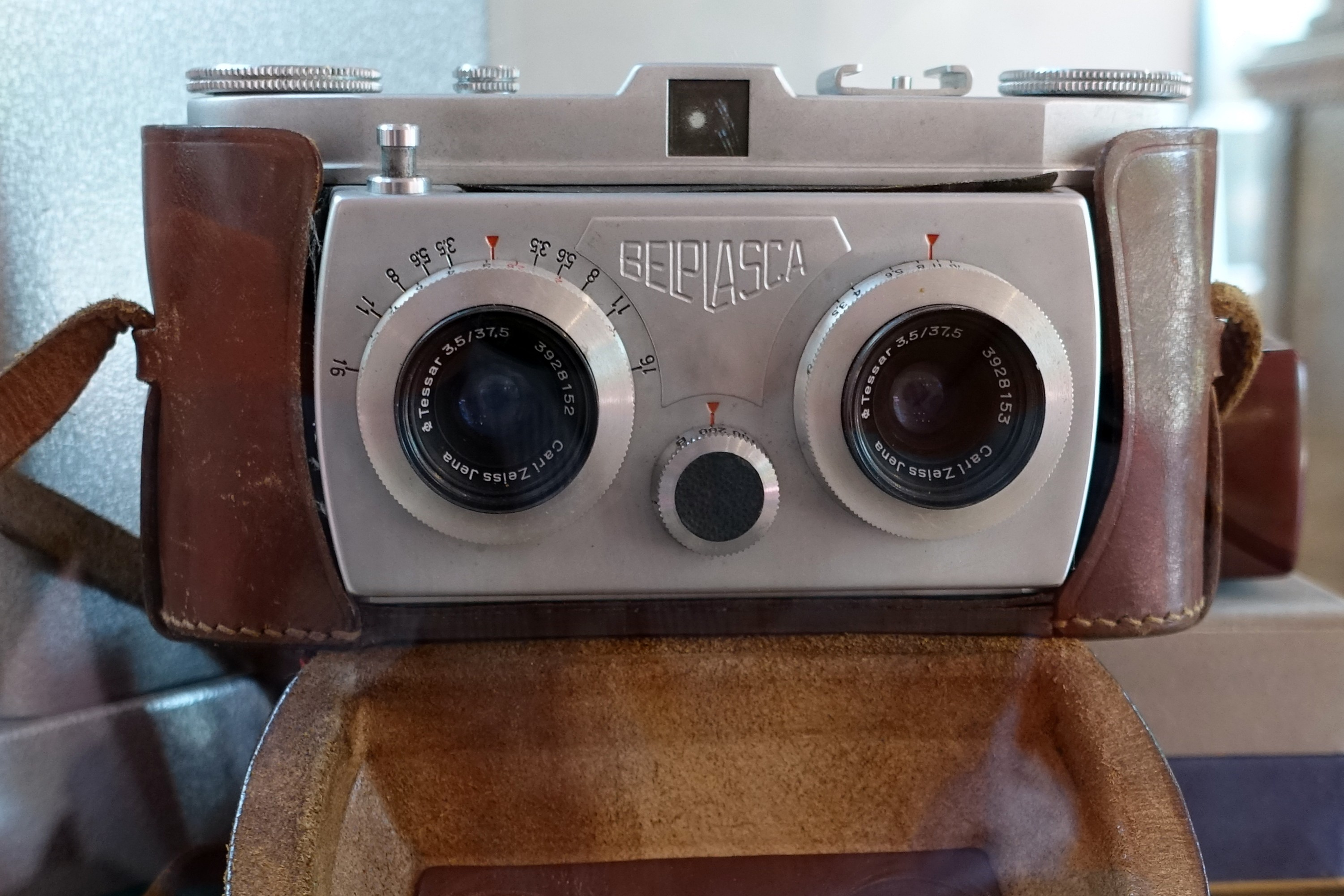
„Beplasca“-Stereokamera, 2 × 24 × 28 mm Rollfilm, VEB Belca Werk, Dresden 1953 im Deutschen Fotomuseum
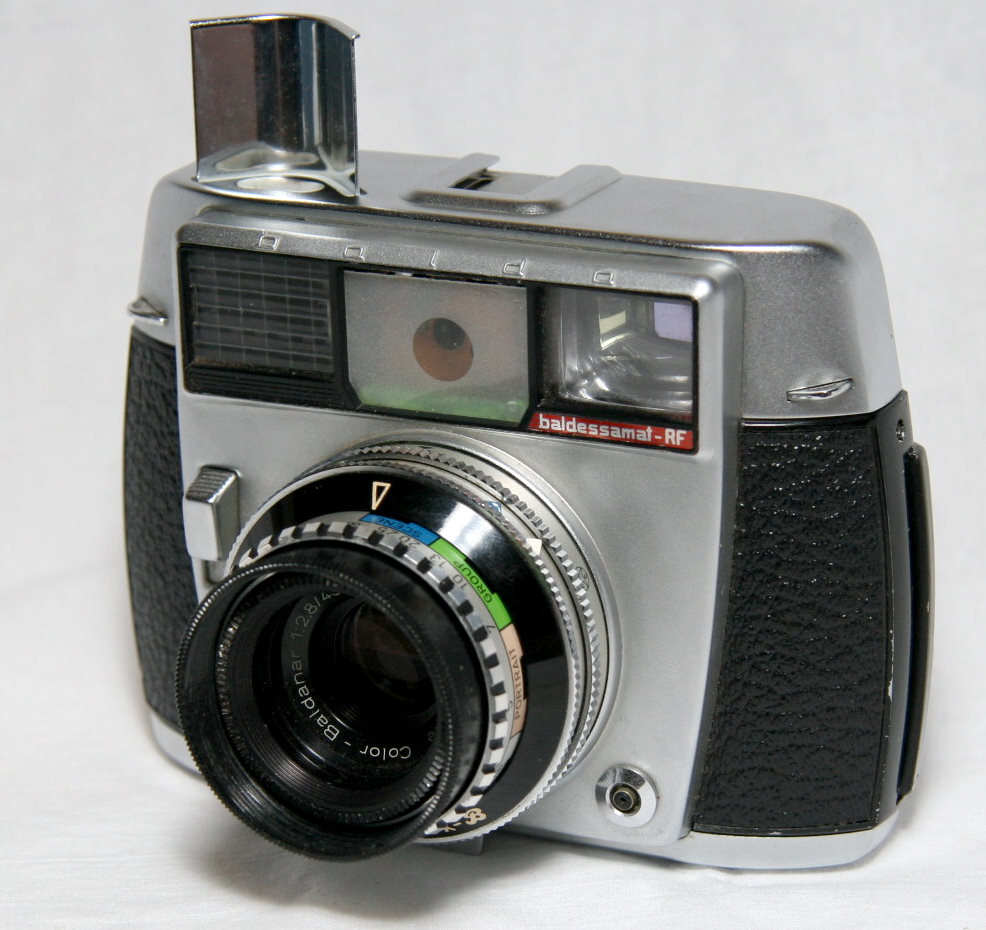
Die Balda Baldessamat, produziert von 1962 bis 1966
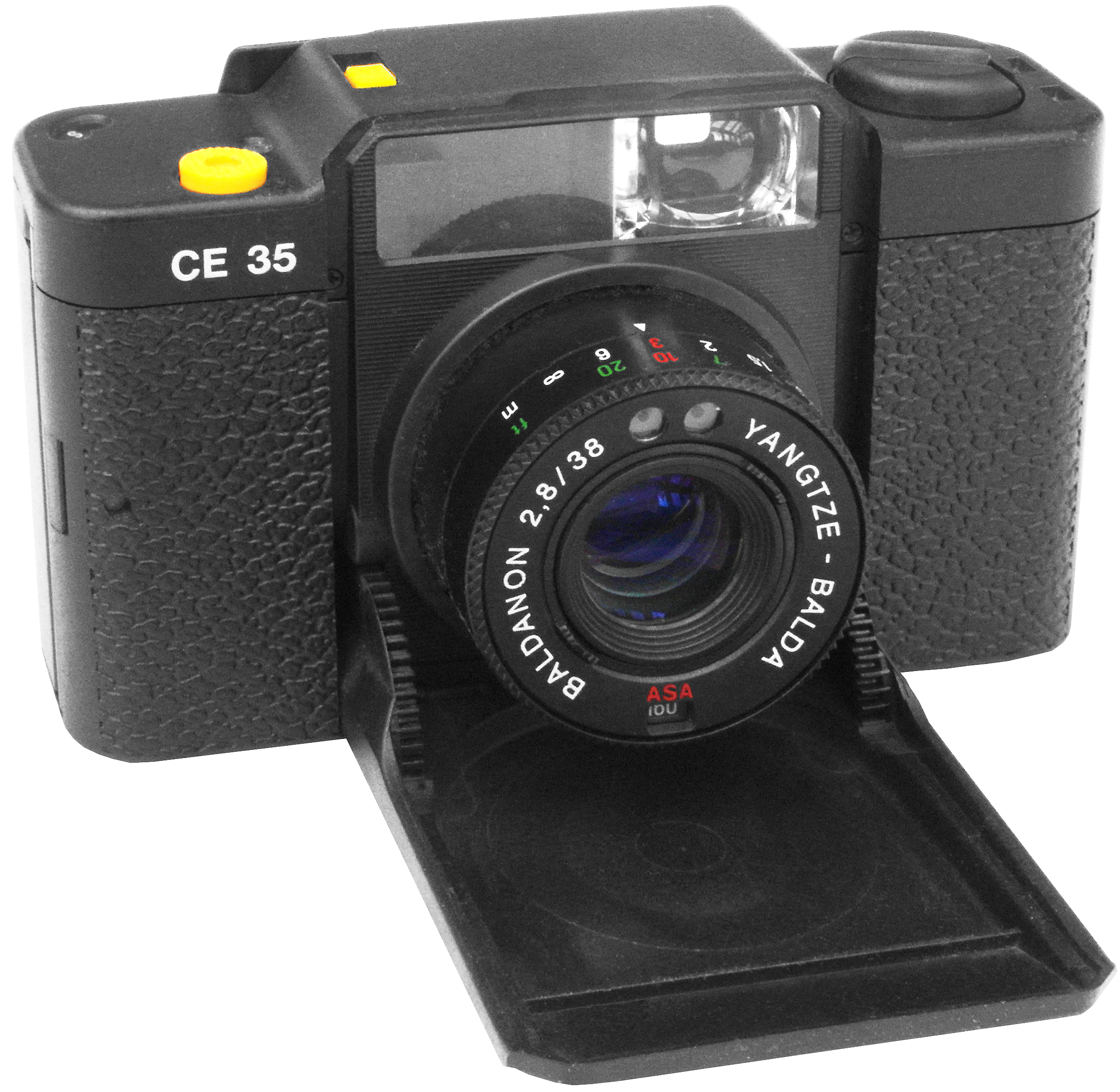
Die Balda CE35, produziert von 1983 bis 1989. Die Maschinen wurden dann nach China verkauft, wo das Modell als „Yangtze-Balda“ weiter produziert wurde.